# Робин и Ганделин
Робин и Ганделин (англ. Robyn and Gandelyn, Child 115, Roud 3976) — народная баллада английского происхождения, известная из единственного манускрипта (Sloane MS 2593), датируемого приблизительно 1450 годом. Большинство исследователей сходится во мнении, что Робина из этой истории нельзя отождествить с Робином Гудом, несмотря на определённые параллели. Фрэнсис Джеймс Чайлд помещает её среди других баллад о людях вне закона, между Джонни Коком (англ. Johnie Cock, Child 114) и Адамом Беллом (англ. Adam Bell, Clim of the Clough and William of Cloudesley, Child 116).

## Сюжет
Два стрелка, Робин и Ганделин, охотятся в лесу. После долгих безуспешных поисков вечером они встречают крупного оленя без пятен на шкуре. Стрелой Робин поражает зверя в сердце. Но он не успевает его освежевать: внезапный выстрел из лесной чащи убивает Робина на месте. Ганделин, оглядываясь, замечает небольшого человека по имени Вреннок из Донна (Wrennok of Donne). Тот предлагает ему лучную дуэль и первым делает выстрел. Стрела задевает брючную ткань (samclothis), пройдя меж ног Ганделина. Он в свою очередь стреляет и попадает Вренноку в сердце, заявляя, что тот теперь не сможет похваляться убитыми врагами.

## Связи с другими произведениями
Уолтер Уильям Скит утверждал, что имя «Ганделин» является простым искажением от Гамелина, хорошо известного героя «Сказания о Гамелине» Джефри Чосера, который в ходе произведения тоже оказывается вне закона и укрывается в лесу. Однако прямой связи между двумя историями не прослеживается. Найт и Олдгрен указывают на то, что в балладе «Робин Гуд и Уилл Скарлет» (Child 128) к лесному братству присоединяется человек по имени Уилл Гамвелл (Wll Gamwell). Другую параллель с робингудовским корпусом они выводят из имени Вреннока. Так звали сына валлийца Морриса из Поуиса, одного из злейших врагов Фулька фиц Варина, нормандца, жившего на рубеже XII и XIII веков, история о котором могла служить одним из источников вдохновения для баллад о Робин Гуде.